# 海登·斯托克尔
海登·斯托克尔（Hayden Stoeckel，1984年8月10日—），生於金斯克利夫，澳大利亚游泳运动员。曾参加2008年和2012年两届奥运，其中在2008年北京奥运收获一银一铜，2012年伦敦奥运收获一枚铜牌。